# Eria umbonata
Eria umbonata är en orkidéart som beskrevs av Ferdinand von Mueller och Friedrich Fritz Wilhelm Ludwig Kraenzlin. Eria umbonata ingår i släktet Eria och familjen orkidéer. Inga underarter finns listade i Catalogue of Life.